# Вуд, Анна (актриса)
Анна Вуд (англ. Anna Wood; род. 30 декабря 1985, Маунт-Эри, Северная Каролина) — американская актриса.

## Биография
Вуд родилась 30 декабря 1985 года в Северной Каролине. В начале актёрской карьеры играла в эпизодах сериалов «Дорогой доктор», «Детектив Раш», «Братья и сёстры», «Обитель лжи», «Морская полиция: Лос-Анджелес» и «Безумцы», а также сыграла роли второго плана в фильмах «Хороший парень Джонни» и «Хроника». В 2013 году Анна сыграла второстепенную роль в сериале NBC «Обман». В 2014 году Вуд исполнила ведущую роль в сериале CBS «Безрассудный», который был закрыт после одного сезона.
С 30 июня 2012 года Вуд замужем за актёром Дейном Дехааном, с которым она встречалась шесть лет до их свадьбы. У супругов есть — дочь Боуи Роуз Дехаан (род. 2 апреля 2017) и сын Берт Аполло Дехаан (род. май 2020).

## Фильмография
| Год       | Название на русском           | Название на английском | Роль                       | Примечания                        |
| --------- | ----------------------------- | ---------------------- | -------------------------- | --------------------------------- |
| 2009      | Дорогой доктор                | Royal Pains            | Ана                        | Эпизод: «Am I Blue?»              |
| 2009      | Детектив Раш                  | Cold Case              | Кристи Дюрен               | Эпизод: «Dead Heat»               |
| 2010      | Хороший парень Джонни         | Nice Guy Johnny        | Клэр                       |                                   |
| 2010      | Братья и сёстры               | Brothers & Sisters     | Сара Уокер в молодости     | Эпизод: «Time After Time: Part 1» |
| 2010      |                               | The Layla Project      | Джеки                      | Короткометражный фильм            |
| 2011      |                               | Negative Space         | Элизабет Аксельрод         |                                   |
| 2012      | Хроника                       | Chronicle              | Моника                     |                                   |
| 2012      | Обитель лжи                   | House of Lies          | Кортни Пелиос              | Эпизод: «Business»                |
| 2012      | Морская полиция: Лос-Анджелес | NCIS: Los Angeles      | Хаус Ситтер                | Эпизод: «Patriot Acts»            |
| 2012      | Безумцы                       | Mad Men                | Лакшми Беннетт             | Эпизод: «Christmas Waltz»         |
| 2013      |                               | Trooper                | Дакота                     | Пилот                             |
| 2013      | Обман                         | Deception              | Николь Фришетт             | 6 эпизодов                        |
| 2014      | Безрассудный                  | Reckless               | Джейми Сойер               | Регулярная роль, 13 эпизодов      |
| 2014—2015 | Мадам госсекретарь            | Madam Secretary        | Сара Экхарт                | 3 эпизода                         |
| 2014      |                               | Day One                | девушка                    | эпизод «The New Outfit»           |
| 2015      | Последователи                 | The Following          | Джулианна                  | 3 эпизода                         |
| 2015      | Хорошая жена                  | The Good Wife          | Кристен Балко              | эпизод «Lies»                     |
| 2016—2018 | Падающая вода                 | Falling Water          | Женщина в красном / Оливия | 12 эпизодов                       |